# 스폰딜로모룸과
스폰딜로모룸과(Spondylomoraceae)는 녹조강 클라미도모나스목에 속하는 녹조류과의 하나이다. 5속 15종으로 이루어져 있다.

## 하위 속
- Chlorcorona - 유일종 C. bohemica
- Pascherina - 유일종 P. tetras
- 피로보트리스속 (Pyrobotrys) - 10종
- 스폰딜로모룸속 (Spondylomorum) - 2종[2]
- Uva - 유일종 U. stellata